# Sillegny
Sillegny ist eine französische Gemeinde mit 633 Einwohnern (Stand 1. Januar 2022) im Département Moselle in der Region Grand Est (bis 2015 Lothringen).

## Geographie
Die Ortschaft liegt in Lothringen auf der linken Seite des Flüsschens Seille, etwa vier Kilometer südöstlich von Verny, 16 km südlich von Metz und zehn Kilometer östlich der Mosel.

## Geschichte
Ältere  Ortsbezeichnungen sind unter anderem Soleignei (12. Jh.), Solignei, Solignie (1162), Sulineium (1226), Soluegny, Solleugny, Sullignetum, Sulignei (1228), Seligney (1404), Cillegney (1497), Silligni (1636) und Silleny (1756).
Im 11. Jahrhundert gehörte das Dorf dem Metzer Kloster St. Pierre. Später befand es sich im Besitz des Bischofs von Metz. Um 1246 gab Bischof Jakob von Lothringen das Dorf dem Kloster St. Marie zum Lehen, doch die Kirche blieb bis zur Französischen Revolution im Besitz des Bistums.
Im Dreißigjährigen Krieg entging das Dorf 1635 nur knapp der Zerstörung durch die Schweden. Die Kirche entwickelte sich zum bekannten Wallfahrtsziel.
Durch den Frankfurter Frieden vom 10. Mai 1871 kam die Region an das deutsche Reichsland Elsaß-Lothringen, und das Dorf wurde dem Landkreis Metz im Bezirk Lothringen zugeordnet. Am Ort gab es zwei Getreidemühlen und eine Ölmühle.
Nach dem Ersten Weltkrieg musste die Region aufgrund der Bestimmungen des Versailler Vertrags 1919 an Frankreich abgetreten werden und wurde Teil des Département Moselle.
Im Zweiten Weltkrieg war die Region von der deutschen Wehrmacht besetzt, und der Ort stand seit 1940 unter deutscher Verwaltung. 1944 wurde der Ort von den Westalliierten eingenommen und dabei durch Bomben fast vollständig zerstört. Die Kirche blieb bis auf den Turm nahezu unversehrt.
1915–1918 und 1940–1944 trug der Ort den eingedeutschten Namen Sillningen.

### Bevölkerungsentwicklung
| Jahr      | 1962 | 1968 | 1975 | 1982 | 1990 | 1999 | 2007 | 2019 |
| --------- | ---- | ---- | ---- | ---- | ---- | ---- | ---- | ---- |
| Einwohner | 246  | 259  | 257  | 324  | 338  | 351  | 457  | 552  |

## Sehenswürdigkeiten

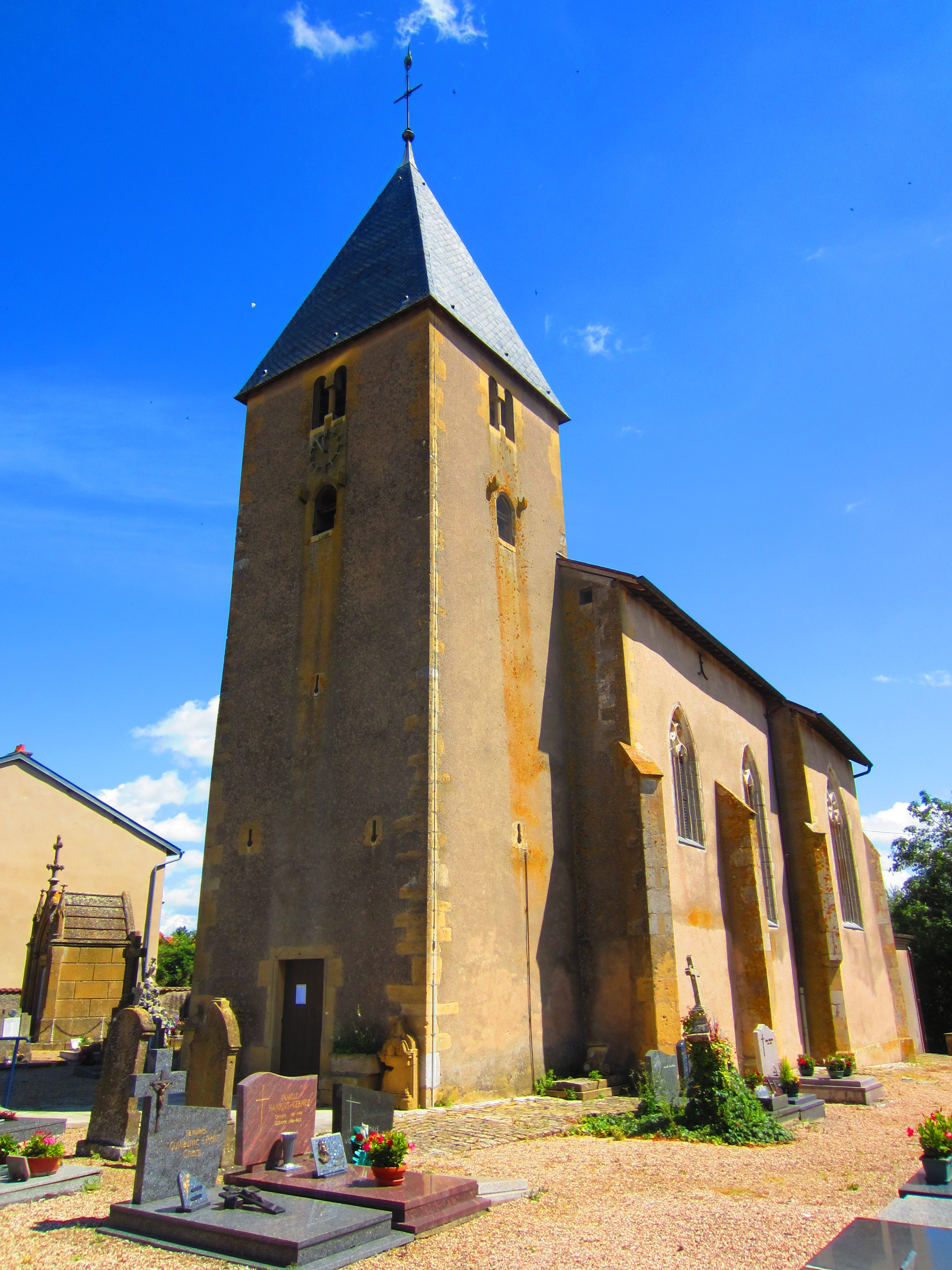
Katholische Pfarrkirche St. Martin (15. Jahrhundert)

Die kleine einschiffige spätgotische Wehrkirche St. Martin mit Querhaus und dem massiven Turm mit kleinen Schießscharten stammt aus dem 15. Jahrhundert. Das Innere der Kirche ist mit sehenswerten Fresken unbekannter Künstler geschmückt, die aus der Zeit um 1500 stammen. Erst 1845 wurden die Fresken unter einem einheitlichen Anstrich wiederentdeckt und restauriert. Beim Bombardement 1944 wurde das große Fresko vom Jüngsten Gericht beschädigt, die Restaurierung wurde 1963 abgeschlossen.